# Bukrán Gábor
Bukrán Gábor (Eger, 1975. november 16. –) egyszeres válogatott labdarúgó, középpályás.

## Pályafutása

### Klubcsapatban
Pályafutását  1992-ben kezdte a Kispest-Honvéd csapatában. 1993-ban a belga első osztályú Charleroi csapatához igazolt. Az  1993–94-es szezon végén kiharcolták a nemzetközi kupaszereplés jogát. Bukrán összesen négy szezont töltött a belga csapatnál, ez idő alatt 63 bajnoki találkozón egy gólt szerzett.
1997-ben a spanyol harmadosztályú Córdoba játékosa lett, majd egy szezont követően a Xerezbe igazolt. A két Spanyolországban eltöltött idénye alatt 47 bajnokit játszott, ezalatt öt gólt szerzett.
1999 nyarán az angol harmadosztályú Walsall játékosa lett. A 2000-2001-es szezont követően visszajutottak a másodosztályba. Bukrán pályára lépett a play-off döntőbe a Wigan ellen a Millennium Stadionban 2001 októberében egy Bury elleni bajnokin verekedésbe keveredett az ellenfél játékosával, az esetet követően átadólistára került.
Pályafutása későbbi szakaszában játszott az SV Austria Salzburg, a Royal Antwerp és kisebb, amatőr belga csapatokban. 2015-ben fejezte be pályafutását.

### A válogatottban
2000-ben egy alkalommal szerepelt a válogatottban.

## Sikerei, díjai
Walsall
- Angol harmadosztály play-off győztes: 2001

## Statisztika

### Mérkőzése a válogatottban
| Magyarország | Magyarország      | Magyarország                | Magyarország | Magyarország | Magyarország | Magyarország | Magyarország | Magyarország |
| #            | Dátum             | Helyszín                    | Hazai        | Eredmény     | Vendég       | Kiírás       | Gólok        | Esemény      |
| ------------ | ----------------- | --------------------------- | ------------ | ------------ | ------------ | ------------ | ------------ | ------------ |
| 1.           | 2000. február 23. | Budapest, Üllői úti Stadion | Magyarország | 0 – 3        | Ausztrália   | barátságos   | -            |              |
|              | Összesen          |                             |              | 1            | mérkőzés     |              | 0            | gól          |